# 阿莱格尔
阿莱格尔（法語：Allègre，法語發音：[alɛɡʁ]）是法国上卢瓦尔省的一个市镇，位于该省北部，属于勒皮区。

## 地理
阿莱格尔（45°11'59"N, 3°42'42"E）面积23.57 平方千米，位于法国奥弗涅-罗讷-阿尔卑斯大区上盧瓦爾省，该省份为法国中南部省份，北起多姆山省和卢瓦尔省，西接康塔爾省，南至洛泽尔省，东临阿尔代什省。
与阿莱格尔接壤的市镇（或旧市镇、城区）包括：塞欧达莱格尔、拉沙佩勒贝尔坦、菲克斯圣热内、蒙莱、瓦雷讷圣奥诺拉、韦尔纳萨勒。
阿莱格尔的时区为UTC+01:00、UTC+02:00（夏令时）。

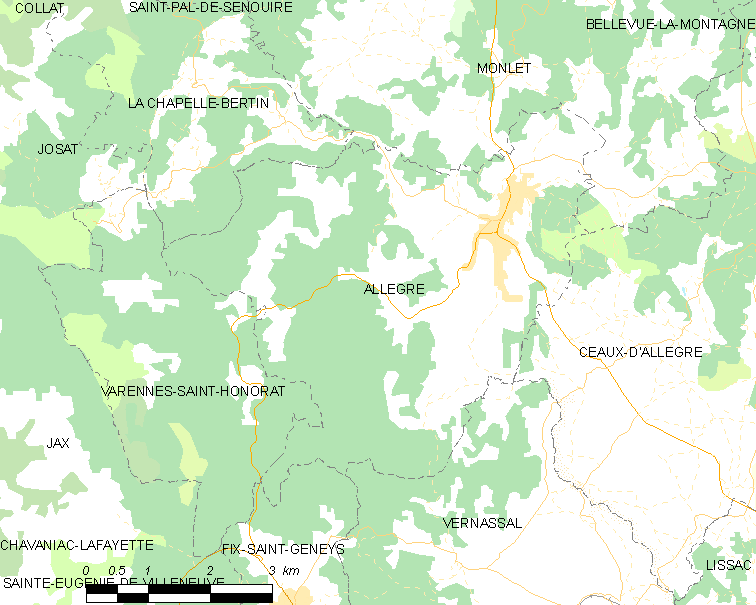
阿莱格尔的OSM定位图

## 行政
阿莱格尔的邮政编码为43270，INSEE市镇编码为43003。

## 政治
阿莱格尔所属的省级选区为上沃莱花岗岩高原县。

## 交通
上卢瓦尔省省道D13线、D21线和D40线在境内交汇。

## 人口

1962-2008年间阿莱格尔人口变化图示

阿莱格尔于2022年1月1日时的人口数量为892人。